# Aurel Miheleș
Aurel Miheleș (n. 6 iulie 1925, Cluj, România) este un regizor de film și scenarist român. Numele său este grafiat uneori Miheles.
Cariera lui Miheleș cuprinde filme de comedie (realizate în primul deceniu de activitate) și drame cu subiecte sociale. În anii 1957–1959, el a colaborat cu regizorul Gheorghe Naghi și actorul Grigore Vasiliu-Birlic la producerea a trei adaptări după texte ale dramaturgului Ion Luca Caragiale, dintre care ultima, Telegrame (1960), a fost nominalizată pentru marele premiu al Festivalului de la Cannes. Filmele ulterioare semnate de Miheleș sunt puțin cunoscute. Criticii de specialitate i-au acuzat filmele în mai multe rânduri de lipsă de viziune și de expresivitate.

## Studii
A absolvit Institutul Unional de Stat pentru Cinematografie (V.G.I.K.) din Moscova.

## Activitate
A debutat ca regizor de film cu adaptările cinematografice Două lozuri (1957), D-ale carnavalului (1959) și Telegrame (1960), după texte de Ion Luca Caragiale, toate regizate în tandem cu Gheorghe Naghi. Cu această ocazie, regizorul a lucrat cu actorul Grigore Vasiliu-Birlic, care fusese recomandat tandemului de către regizorul Jean Georgescu. În ciuda succesului deosebit la public, cele două filme au primit critici dure. Astfel, cineastul Mircea Mureșan a descalificat interpretarea actoricească și montajul din Două lozuri (1957), iar lui D-ale carnavalului (1959) i-a imputat „[copierea] textului pe peliculă cu indigoul și cu un creion chimic bont”. La rândul său, criticul Valerian Sava acuză cele două filme pentru concepție modestă și infidelitate față de textele lui Caragiale în favoarea ideologiei de „rupere cu trecutul”, arătând că singurele merite aparțin libretului, talentului actoricesc al interpreților Birlic și Alexandru Giugaru și câtorva soluții tehnice izbutite.
Distribuția filmului Telegrame (1960) a cuprins patruzeci de artiști emeriți și artiști ai poporului. Pelicula a fost nominalizată pentru marele premiu (Palme d'Or) al Festivalului de la Cannes, ediția 1960.
Drama socială Prea tineri pentru riduri (1982) îi are ca protagoniști pe trei copii care fug de la orfelinat pentru a se întoarce la familiile lor, dar renunță când înțeleg că nu sunt doriți. Criticul de film Tudor Caranfil caracterizează filmul astfel: „Universul «delicat» al «instituționalizării» copiilor, abordat fără chemare, cu prudență și, mai ales, conformism. Lipsă totală de fantezie, emoție și forță expresivă într-o temă care tocmai asemenea «ingrediente» pretindea.”
În 1986, Miheleș a început producția filmului Procurorul își asumă riscurile, după un scenariu al juristului Gavril Iosif Chiuzbaian. Pelicula, a cărui distribuție îi includea pe actorii Mircea Albulescu, Claudiu Bleonț, Magda Catone, Șerban Ionescu și Silviu Stănculescu, a fost suspendată în timpul producției din motive de cenzură ideologică.

## Filmografie

### Regizor
- Două lozuri (1957) – în colaborare cu Gheorghe Naghi
- D-ale carnavalului (1959) – în colaborare cu Gh. Naghi
- Telegrame (1960) – în colaborare cu Gh. Naghi
- Legenda ciocîrliei (1966)
- Fetița cu chibrituri (1967)
- Vin cicliștii (1968)
- Săgeata căpitanului Ion (1972)
- Prea tineri pentru riduri (1982)
- Procurorul își asumă riscurile (1986, neterminat)
- Enigmele se explică în zori (1989)

### Scenarist
- Două lozuri (1957) - în colaborare cu Jean Georgescu și Gheorghe Naghi
- D-ale carnavalului (1959) - în colaborare cu Gh. Naghi